# Kỳ Anh (huyện)
Kỳ Anh là một huyện ven biển nằm ở phía đông nam tỉnh Hà Tĩnh, Việt Nam.

## Địa lý
Huyện Kỳ Anh nằm ở phía nam của tỉnh Hà Tĩnh, có vị trí địa lý:
- Phía đông giáp thị xã Kỳ Anh và Biển Đông
- Phía tây và phía bắc giáp huyện Cẩm Xuyên
- Phía nam giáp huyện Tuyên Hóa và huyện Quảng Trạch, tỉnh Quảng Bình.

Dân số năm 2015 là 120.518 người, 9,7% dân số theo đạo Thiên Chúa. Dân số năm 2020 là 129.130 người.
Đây cũng là địa phương có dự án Đường cao tốc Hàm Nghi – Vũng Áng đi qua đang được xây dựng.
Huyện có dãy Hoành Sơn và Đèo Ngang. Huyện có đường bờ biển dài khoảng 63 km, Quốc lộ 1 chạy dọc huyện có chiều dài 56 km, Quốc lộ 12C nối với cửa khẩu Cha Lo.

### Địa hình
Địa hình đồi núi chiếm 74% diện tích, ở phía tây có Động Chúa (545 m), phía nam là dãy Hoành Sơn có đỉnh cao 1.044 m, đồng bằng ven biển hẹp. Có sông Rào Trò chảy qua. Có đường bờ biển khá dài.

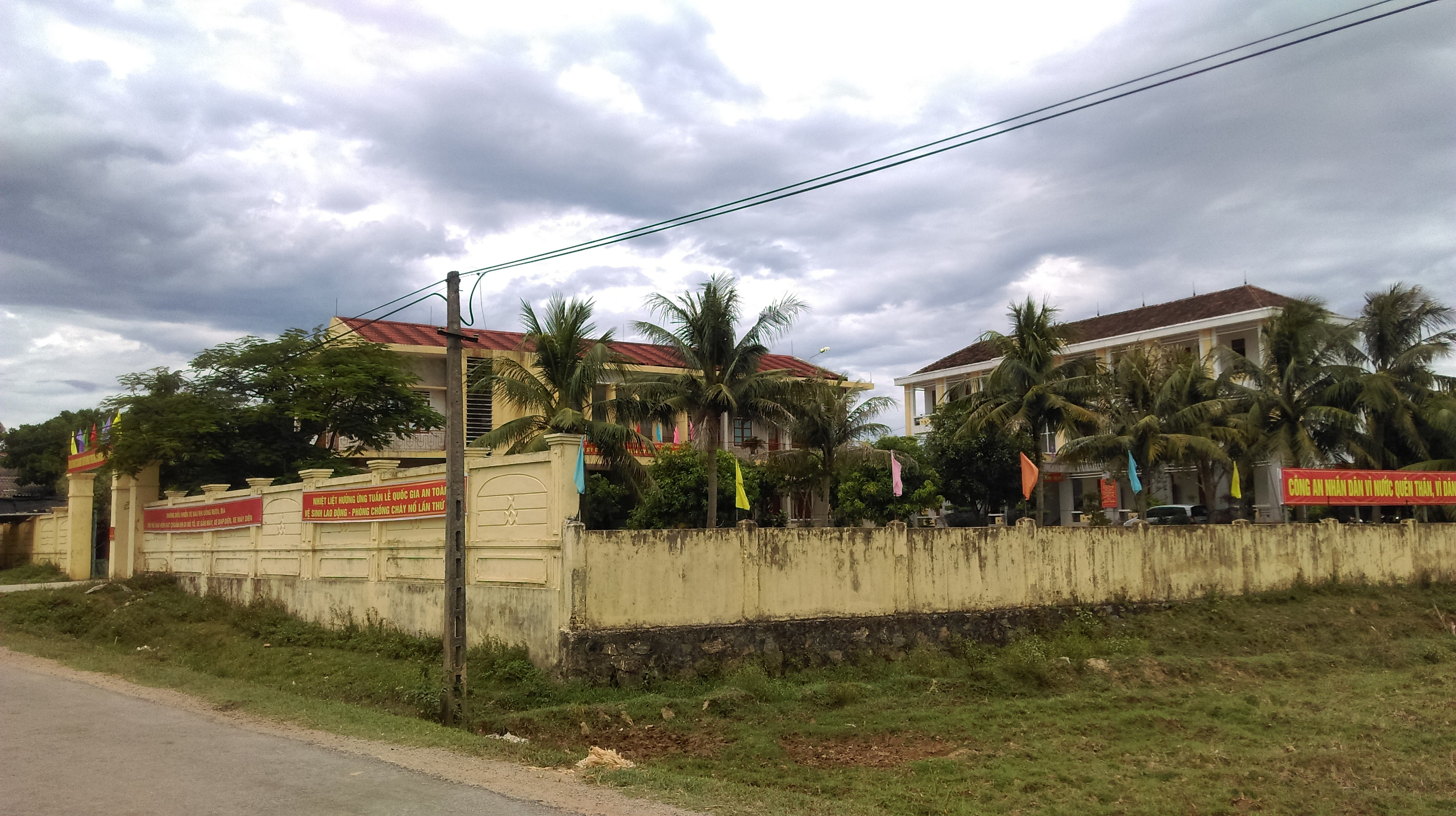
Công an huyện Kỳ Anh

## Hành chính
Huyện Kỳ Anh có 20 đơn vị hành chính cấp xã trực thuộc, bao gồm thị trấn Kỳ Đồng (huyện lỵ) và 19 xã: Kỳ Bắc, Kỳ Châu, Kỳ Giang, Kỳ Hải, Kỳ Khang, Kỳ Lạc, Kỳ Phong, Kỳ Phú, Kỳ Sơn, Kỳ Tân, Kỳ Tây, Kỳ Thọ, Kỳ Thư, Kỳ Thượng, Kỳ Tiến, Kỳ Trung, Kỳ Văn, Kỳ Xuân, Lâm Hợp.

## Lịch sử
Thời Nhà Hậu Lê, Kỳ Anh là miền đất phía nam của huyện Kỳ Hoa (gồm huyện Cẩm Xuyên và Kỳ Anh hiện nay) thuộc phủ Hà Hoa của xứ Nghệ An.
Năm 1836, vua Minh Mạng Nhà Nguyễn chia huyện Kỳ Hoa lập thành hai huyện: Kỳ Anh và Cẩm Xuyên thuộc tỉnh Hà Tĩnh.
Sau năm 1945, bỏ cấp phủ và gọi chung là huyện. Ban đầu, thì Huyện Kỳ Anh gồm có 15 đơn vị hành chính cấp xã, bao gồm 15 xã: Cấp Hà, Cấp Tân, Cấp Thăng, Kỳ Lợi, Kỳ Long, Kỳ Nam, Kỳ Phương, Kỳ Thịnh, Kỳ Thư, Kỳ Trinh, Lĩnh Nam, Thành Kỳ, Trung Châu, Trung Hải và Vọng Sơn.
Năm 1954, Phân chia và đổi tên 8 xã trong số 15 đơn vị hành chính cấp xã của huyện Kỳ Anh, lần lượt như sau:
- Chia xã Kỳ Nam thành 3 xã: Kỳ Bắc, Kỳ Phong và Kỳ Tiến.
- Chia xã Vọng Sơn thành 4 xã: Kỳ Lạc, Kỳ Lâm, Kỳ Sơn và Kỳ Thượng.
- Chia xã Cấp Hà thành 3 xã: Kỳ Tân, Kỳ Tây, Kỳ Văn.
- Chia xã Lĩnh Nam thành 2 xã: Kỳ Ninh và Kỳ Thọ.
- Chia xã Thành Kỳ thành 2 xã: Kỳ Khang và Kỳ Phú.
- Chia xã Trung Châu thành 2 xã: Kỳ Châu và Kỳ Hoa.
- Đổi tên xã Trung Hải thành xã Kỳ Hải.
- Đổi tên xã Cấp Tân thành xã Kỳ Giang.
- Đổi tên xã Cấp Thắng thành xã Kỳ Xuân.

Năm 1961, tách làng Ngưu Sơn (Minh Đức) của xã Kỳ Phương và thành lập xã mới Kỳ Nam.
Ngày 1 tháng 10 năm 1965, Bộ Nội vụ ban hành Quyết định số 356-NV thành lập xã Kỳ Hương trên cơ sở phần diện tích khai hoang của xã Kỳ Phong cùng một phần diện tích và dân số của xã Kỳ Tây.
Năm 1976, là huyện Kỳ Anh của tỉnh Nghệ Tĩnh.
Ngày 23 tháng 2 năm 1977, Phủ Thủ tướng ban hành Quyết định số 619-VP18.Theo đó:
- Hợp nhất 2 xã: Kỳ Sơn và Kỳ Lâm thành xã Vọng Sơn.
- Sáp nhập xóm Tân Bình của xã Kỳ Giang vào xã Kỳ Phú.
- Chia xã Kỳ Hải thành 2 xã: Kỳ Hà và Kỳ Hải.

Ngày 8 tháng 10 năm 1980, lại chia tách xã Vọng Sơn thành 2 xã: Kỳ Sơn và Kỳ Lâm.
Ngày 8 tháng 9 năm 1986, Hội đồng Bộ trưởng ban hành Quyết định số 105-HĐBT.Theo đó: 
- Thành lập thị trấn Kỳ Anh - thị trấn huyện lỵ của huyện Kỳ Anh trên cơ sở 3 ha diện tích tự nhiên với 119 nhân khẩu của xã Kỳ Tân, 15 ha diện tích tự nhiên với 210 nhân khẩu của xã Kỳ Trinh, 17 ha diện tích tự nhiên với 102 nhân khẩu của xã Kỳ Hoa, 83 ha diện tích tự nhiên với 1.528 nhân khẩu của xã Kỳ Châu và 249 ha diện tích tự nhiên với 2.236 nhân khẩu của xã Kỳ Hưng. Thị trấn Kỳ Anh có tổng diện tích là 367 hécta diện tích tự nhiên và 6.915 nhân khẩu.
- Thành lập xã Kỳ Hợp trên cơ sở 230 ha diện tích tự nhiên với 308 nhân khẩu của xã Kỳ Tân, 1.566 ha diện tích tự nhiên với 580 nhân khẩu của xã Kỳ Lâm và 1.379 ha diện tích tự nhiên với 399 nhân khẩu của xã Kỳ Tây. Xã Kỳ Hợp có tổng diện tích là 3.175 ha diện tích tự nhiên với 1.287 nhân khẩu.
- Thành lập xã Kỳ Đồng trên cơ sở 100 ha diện tích tự nhiên với 833 nhân khẩu của xã Kỳ Khang, 476 ha diện tích tự nhiên với 1.860 nhân khẩu của xã Kỳ Phú và 120 ha diện tích tự nhiên với 705 nhân khẩu của xã Kỳ Giang. Xã Kỳ Đồng có tổng diện tích là 669 ha diện tích tự nhiên với 3.318 nhân khẩu.
- Thành lập xã Kỳ Liên trên cơ sở 1.600 ha diện tích tự nhiên với 1.340 nhân khẩu của xã Kỳ Long và 150 ha diện tích tự nhiên với 383 nhân khẩu của xã Kỳ Phương. Xã Kỳ Liên có tổng diện tích là 1.750 ha diện tích tự nhiên với 1.723 nhân khẩu.

Năm 1991, huyện Kỳ Anh thuộc tỉnh Hà Tĩnh vừa tái lập.
Ngày 2 tháng 1 năm 2004,Chính phủ ban hành Nghị định số 09/2004/NĐ-CP.Theo đó, thành lập xã Kỳ Trung trên cơ sở 1.186,20 ha diện tích tự nhiên với 2.095 nhân khẩu của xã Kỳ Văn; 969,70 ha diện tích tự nhiên với 312 nhân khẩu của xã Kỳ Giang; 334,10 ha diện tích tự nhiên của xã Kỳ Tây và 137 ha diện tích tự nhiên của xã Kỳ Tiến với 757,70 ha diện tích tự nhiên của xã Kỳ Phong, xã Kỳ Trung có 3.384,70 ha diện tích tự nhiên và 2.371 nhân khẩu.
Như vậy, tính đến cuối năm 2014, huyện Kỳ Anh có 33 đơn vị hành chính cấp xã, bao gồm thị trấn Kỳ Anh và 32 xã: Kỳ Bắc, Kỳ Châu, Kỳ Đồng, Kỳ Giang, Kỳ Hà, Kỳ Hải, Kỳ Hoa, Kỳ Hợp, Kỳ Hưng, Kỳ Khang, Kỳ Lạc, Kỳ Lâm, Kỳ Liên, Kỳ Lợi, Kỳ Long, Kỳ Nam, Kỳ Ninh, Kỳ Phong, Kỳ Phú, Kỳ Phương, Kỳ Sơn, Kỳ Tân, Kỳ Tây, Kỳ Thịnh, Kỳ Thọ, Kỳ Thư, Kỳ Thượng, Kỳ Tiến, Kỳ Trinh, Kỳ Trung, Kỳ Văn, Kỳ Xuân.
Ngày 10 tháng 4 năm 2015, Uỷ ban Thường vụ Quốc hội ban hành Nghị quyết số 903/NQ-UBTVQH13. Theo đó, điều chỉnh 28.025,03 ha diện tích tự nhiên và 85.508 nhân khẩu của huyện Kỳ Anh (gồm toàn bộ diện tích tự nhiên và nhân khẩu của thị trấn Kỳ Anh và 11 xã Kỳ Hà, Kỳ Hoa, Kỳ Hưng, Kỳ Long, Kỳ Liên, Kỳ Lợi, Kỳ Nam, Kỳ Ninh, Kỳ Phương, Kỳ Thịnh, Kỳ Trinh để thành lập thị xã Kỳ Anh).
Như vậy, đến thời điểm này, huyện Kỳ Anh còn lại 76.161,7 ha diện tích tự nhiên và 120.518 nhân khẩu với 21 đơn vị hành chính cấp xã, bao gồm 21 xã: Kỳ Bắc, Kỳ Châu, Kỳ Đồng, Kỳ Giang, Kỳ Hải, Kỳ Hợp, Kỳ Lạc, Kỳ Lâm, Kỳ Khang, Kỳ Tây, Kỳ Phú, Kỳ Phong, Kỳ Sơn, Kỳ Tân, Kỳ Thượng, Kỳ Tiến, Kỳ Trung, Kỳ Thọ, Kỳ Thư, Kỳ Văn và Kỳ Xuân.
Ngày 1 tháng 1 năm 2020, thành lập xã Lâm Hợp trên cơ sở nhập toàn bộ 36,32 km² diện tích tự nhiên với 4.905 người của xã Kỳ Lâm và toàn bộ 25,33 km² diện tích tự nhiên với 2.302 người của xã Kỳ Hợp.
Ngày 1 tháng 1 năm 2025, thành lập thị trấn Kỳ Đồng – thị trấn huyện lị huyện Kỳ Anh – trên cơ sở toàn bộ diện tích tự nhiên và dân số của xã Kỳ Đồng.
Huyện Kỳ Anh có 1 thị trấn và 19 xã trực thuộc như hiện nay.

## Xã hội
Giáo dục huyện Kỳ Anh có 3 trường THPT, 12 trường THCS, 4 trường TH&THCS, 20 trường tiểu học, 21 trường mần non (1 trường ngoài công lập).
- Khối THPT: Nguyễn Thị Bích Châu xã Kỳ Thư, Nguyễn Huệ xã Kỳ Phong, Kỳ Lâm xã Lâm Hợp.
- Khối THCS: Phong Bắc, Kỳ Tiến, Kỳ Xuân, Nguyễn Trọng Bình, Kỳ Phú, Kỳ Khang, Thư Thọ, Kỳ Tân, Kỳ Sơn, Kỳ Thượng, Kỳ Tây, Lâm Hợp.
- Khối TH&THCS: Kỳ Văn, Kỳ Trung, Kỳ Lạc, Kỳ Hải.

## Văn hóa
- Đền Phương Giai ở xã Kỳ Bắc.
- Sông Nhà Lê là tuyến đường thủy được khơi thông từ thời Vua Lê Đại Hành.
- Đền thờ điện quận công Phạm Hoành ở xã Kỳ Thọ.

### Lễ hội truyền thống
- Lễ hội Thi nấu cơm ở Long Trì (Phú Long, Kỳ Phú), Tuần Tượng (Kỳ Bắc).

### Làng nghề
- Làng nghề làm nón tại xã Kỳ Thư.
- Làng nghề làm muối ở Kỳ Hà.
- Làng nghề nước mắm ở Kỳ Ninh.

## Danh nhân
- Lê Quảng Chí: Đình nguyên Bảng nhãn.
- Lê Quảng Ý: Tiến sĩ đời Nhà Lê.
- Hoàng giáp Lê Tuấn: Kinh lược xứ Bắc Kỳ, Thương thư Bộ Hình, Chánh sứ, triều Nguyễn.
- Phó bảng Lê Đức, Đội Cung: Lãnh đạo cuộc khởi nghĩa Đô Lương.
- Mai Lão Bạng: Chiến sĩ cách mạng.
- Trần Đình Trường: Doanh nhân, tỷ phú đô-la.
- Vương Đình Nhỏ: Mệnh danh là "Vua phá bom", Anh hùng lực lượng vũ trang nhân dân Việt Nam.[15]
- Đặng Đình Ghí: Anh hùng phá bom.
- Nguyễn Duy Bi: Thiếu tướng.
- Trần Công Mân: Thiếu tướng, Nguyên Tổng biên tập Báo Quân đội nhân dân.
- Dương Kỳ Anh: Nhà thơ, nhà báo, Nguyên Tổng biên tập báo Tiền phong.
- Nguyễn Ký: Nguyên Chủ tịch tỉnh Hà Tĩnh.
- Trần Đình Sơn: Vận động viên điền kinh.
- Nguyễn Ngọc Thắng: Cầu thủ bóng đá.
- Đặng Hồng Sỹ: Chính trị gia.